# Julia (roman)

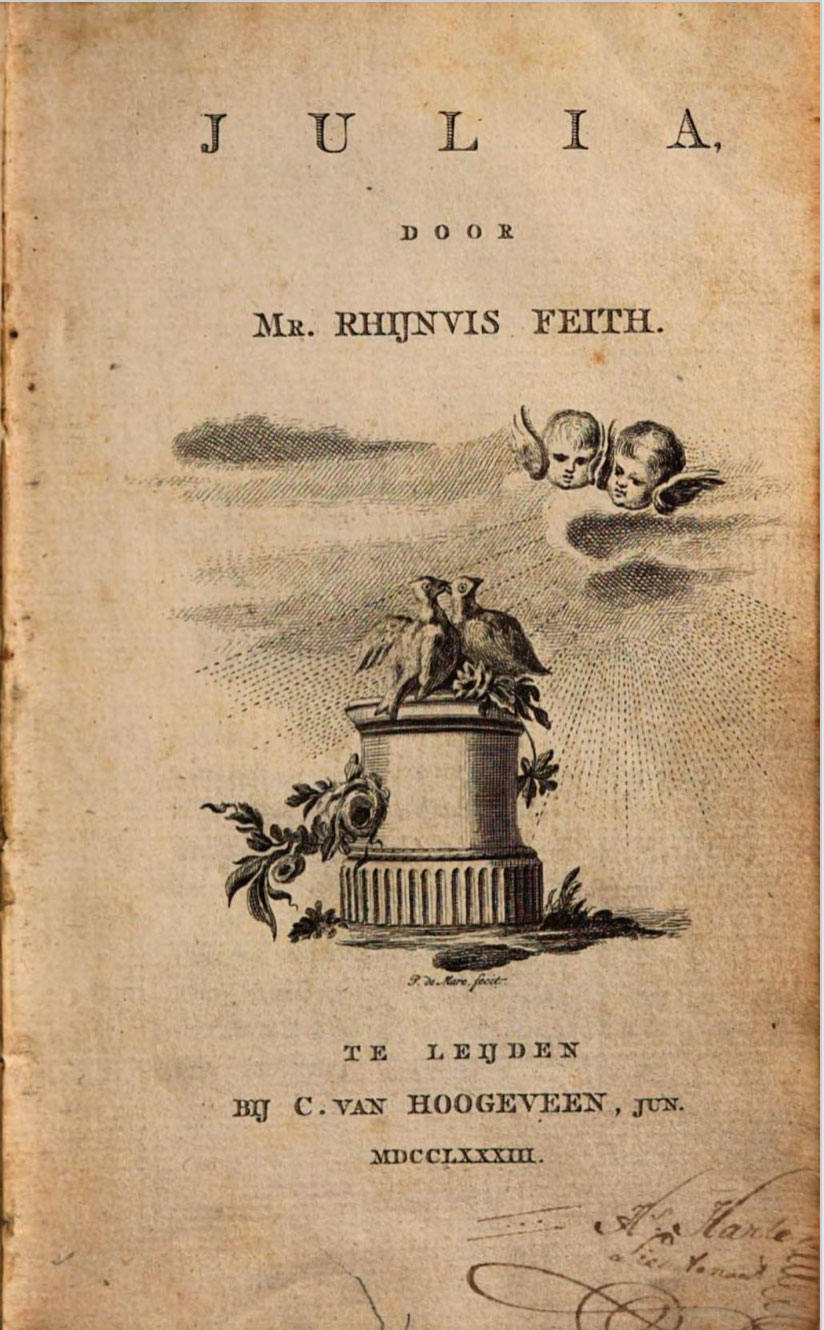
Couverture du livre.

Julia est une œuvre de l'écrivain néerlandais Rhijnvis Feith, et publié pour la première fois en 1783. C'est une œuvre composée de deux parties, Julia, un roman sentimental, et Mengelwerk qui contient une courte pièce de théâtre et quelques poèmes.

## Julia

### Résumé
Alors qu'Eduard erre dans un bois, il y surprend une jeune fille, Julia, en train de supplier Dieu de lui désigner un compagnon. Cela va sans dire qu'ils tombent tout de suite amoureux. Ils passent quelques jours dans le plus grand bonheur et en toute chasteté, jusqu'à ce que Julia apprenne de son père que celui-ci s'oppose strictement à son mariage, pour des raisons financières. Le couple en est désespéré, et visitant un cimetière, ils se rassurent dans l'idée qu'ils seront unis après leur mort, dans le royaume éternel de Dieu. Un autre jour, alors qu'ils sont assis sur un banc dans le bois de leur rencontre, à la nuit tombante, Eduard succombe à la tentation et couvre Julia de baisers. Celle-ci s'y oppose, évitant qu'ils n'aillent trop loin. Pour bien comprendre cette réaction, il est utile de rappeler que les relations sexuelles en dehors du mariage était alors considérées comme un péché très grave. Plus tard, Julia écrit une lettre à Eduard dans laquelle elle le supplie de partir loin d'elle, afin qu'ils soient délivrés de toutes tentations physiques, s'ils y succombaient, ils ne pourraient alors vivre ensemble après leur mort. Eduard obéit donc, malgré sa réticence et son extrême désespoir face à cette situation. Durant son voyage, il se prend d'amitié pour un jeune homme du nom de Werther, qui vit une situation similaire à la sienne. Ce Werther finit par se suicider, ne trouvant plus de forces pour continuer à porter sa souffrance, Eduard rapporte l'évènement à Julia, mais celle-ci reste sur sa position, lui reprochant d'être trop attaché au physique et à la vie terrestre. Au bout de quelques mois passés séparément l'un de l'autre, Eduard reçoit une lettre de Julia lui disant que son père a changé d'avis quant à leur éventuelle union, il se précipite alors pour rentrer, mais quand il arrive à la maison de Julia, celle-ci est décédée entretemps. Eduard est alors désespéré mais ne peut se suicider, le suicide étant un péché mortel. Il attend alors avec impatience sa mort pour pouvoir retrouver Julia.

### Genre
Julia est un roman épistolaire, sentimental, dans la même veine que La Nouvelle Héloïse (1761) de Jean-Jacques Rousseau ainsi que Les Souffrances du Jeune Werther (1774) de Johann Wolfgang von Goethe. D'ailleurs, ce dernier influe sur l'œuvre, car Werther devient un protagoniste du roman et finit par se suicider. Les noms Eduard et Julia sont également présents dans La Nouvelle Héloïse, mais il n'est pas certain que Rhijnvis Feith l'ait lu. Par ailleurs, Feith a également inspiré ses compatriotes, puisqu'en 1788 paraît un autre roman sentimental, Het Land d'Elisabeth Maria Post.
Julia a également une certaine fonction didactique, ou moralisante. Julia est un exemple de vertu pour son compagnon, elle lui impose un comportant vertueux, s'accordant avec les valeurs morales strictes du calvinisme.
Julia pourrait aussi être considéré comme pré-romantique. La nature y tient une certaine importance et est le reflet des émotions du personnage. Eduard rencontre Julia dans un bois sombre, où celle-ci, sur un banc à côté d'un étang, se lamente alors qu'il fait nuit. L'importance du cimetière comme lieu d'espoir d'une vie après la mort est aussi significative. Enfin, un chapitre du livre, De Rots, correspond à une lettre qu'Eduard écrit assis sur un rocher surplombant les vagues qui viennent s'y fracasser.

### Thèmes

#### L'amour
Julia véhicule une image de l'amour passionnel en accord avec la religion et nourri principalement par l'espoir chrétien d'une vie après la mort. N'étant pas mariés, ils ne peuvent avoir de relations sexuelles et pour cette raison Julia demande à Eduard de s'en aller.

#### La religion
Protestant, Feith a écrit 58 chansons religieuses dont certaines furent reprises dans un recueil de l'Église réformée néerlandaise. Dans Julia, Feith manifeste son protestantisme à travers l'importance de la Providence. Dieu est celui qui impose les obstacles à Eduard et Julia. Julia montre d'ailleurs l'exemple à suivre en surmontant plus facilement ces obstacles.
Par ailleurs, la doctrine de la Prédestination leur impose une conduite stricte, ils ne peuvent commettre une seule erreur sous risque de conséquences après leur mort.

#### La vertu
Encore une fois, Julia montre l'exemple de la vertu. Elle est en quelque sorte un modèle pour Eduard, elle surmonte plus facilement les épreuves, arrive mieux à contenir son amour passionnel. Lorsqu'elle a rendez-vous avec Eduard, elle arrive en retard à celui-ci, bien qu'elle attendît ce moment avec impatience, pour aider un vieillard.

## Sources
- Willem van den Berg & Piet Couttenier, Alles is taal geworden. Geschiedenis van de Nederlandse literatuur 1800-1900. Uitgeverij Bert Bakker, Amsterdam.
- Rhijnvis Fetih, Julia, editie J.J. Kloek en A.N. Paasman, Den Haag, 1982.
- literatuurgeschiedenis.nl